# Mattress (Glee)
"Mattress", også kendt som Once Upon a Mattress, er den 12. episode af den amerikanske tv-serie Glee. Episoden er skrvet af Ryan Murphy og er instrueret af Elodie Keene. I "Mattress" udelades koret fra skolens årbog. Kormedlem Rachel Berry (Lea Michele) har fået koret med i en lokal madrasreklame i et forsøg på, at hæve deres sociale status, men hendes handlinger resulterer uforvarende i, at de bliver udelukket fra at konkurrere til sektionskonkurrencen. Korleder Will Schuester (Matthew Morrison) opdager, at hans kone Terri (Jessalyn Gilsig) har ladet ham tro, at hun er gravid. Gilsig håbede, at "Mattress" ville være den episode, hvor "anti-Terri fans sluttede sig til Team Terri".
Episoden har coverversioner af fire sange, studieoptagelser af tre af dem blev udgivet som singler, til rådighed for digital download, og er også inkluderet på albummet Glee: The Music, Volume 2. "Mattress" blev set af 8.150.000 amerikanske seere , Glees serierekord på det tidspunkt. Det modtog blandede anmeldelser fra kritikerne. Afslutningen på den falske graviditetshistorie tiltrak ros.

## Plot
Cheerleadertræner Sue Sylvester (Jane Lynch) overbeviser Principal Figgins (Iqbal Theba) om, at årborgen ikke skal indeholde et foto af koret, som i de foregående år,hvor korets fotografier har været stærkt skamferet i bibliotekets eksemplar af årbogen af andre studerende. Korleder Will Schuester (Matthew Morrison) køber personligt en del af reklameplads i bogen, så et fotografi af mindst to medlemmer kan være med i årbogen. Af frygt for upopularitet, nominerer klubben Rachel (Lea Michele) til at repræsentere dem på fotografiet. Rachel overbeviser Finn (Cory Monteith) om at han skal fotograferes sammen med hende, men efter at være blevet drillet af sine medstuderende, dropper han det. Da det viser sig, at skolens fotograf (John Ross Bowie) snart skal stå for en reklame for hans svoger, en lokal madras butiksejer, overbeviser Rachel ham om, at lade koret med, der mener, at en lokal berømthedsstatus vil forhindre de andre studerende fra drille dem.
Will er bestyrtet over at hans nære ven, vejleder Emma Pillsbury (Jayma Mays), skal giftes med hendes forlovede, fodboldtræner Ken Tanaka (Patrick Gallagher), samme dag som koret skal konkurrere til sektionskonkurrencen. Will opdager, at hans kone Terri (Jessalyn Gilsig) har ladet ham tro at hun var gravid i flere måneder. Hun har faktisk oplevet en hysterisk graviditet og skjulte sandheden for ham, ved at bære en graviditetspude under hendes tøj, mens hun planlægger at adopterer Quinns (Dianna Agron) baby. Will tilbringer natten på skolen, og sover på en af madrasserne, som koret har fået, for deres reklame.
Sue oplyser Will, at klubben har modtaget betaling for reklamen, hvilket tilbagekalder deres amatørstatus, og dermed deres berettigelse til at konkurrere til sektionkonkurrencen. Quinn, der har forsøgt at overbevise Sue om, at lade hende blive vist på cheerleadernes' fotografier på trods af hendes graviditet, minder Sue om at hun ofte har givet cheerleadernes frynsegoder, som også gør dem uegnede til konkurrence. Hun kræver, at Sue ofre en af cheerleadernes seks sider i årbogen til fordel for koret. Sue er enig, og accepterer Quinn på cheerleaderholdet, men Quinn fortæller hende, at hun ikke længere ønsker, at være en cheerleader. Will meddeler, at han ikke vil være ledsage klubben til sektionskonkurrencen, da han var den, der accepterede betalingen for reklamen, og som sådan kan de få lov til at konkurrere uden hans medvirken. Koret får taget deres gruppefotografi til årbogen, men kopien i biblioteket bliver efterfølgende ødelagt af ishockeyspiller Dave Karofsky (Max Adler) og fodboldspiller Azimio (James Earl).

## Produktion
"Mattress" er skrevet af seriens skaber Ryan Murphy og instrueret af Elodie Keene. De tilbagevendende figurer, som optræder i episoden er kormedlemmer Brittany (Heather Morris), Santana Lopez (Naya Rivera), Mike Chang (Harry Shum Jr.) og Matt Rutherford (Dijon Talton), Principal Figgins (Iqbal Theba), fodboldtræner Ken Tanaka (Patrick Gallagher), den lokale nyhedsvært Rod Remington (Bill A. Jones) og Andrea Carmichael (Earlene Davis), ishockeyspiller Dave Karofsky (Max Adler) og fodbold spiller Azimio (James Earl). John Ross Bowie gæststjerner som skolefotograf Dennis, og Chuck Spitler spiller hans svorger, madrasbutiksejeren Randy Cusperberg.
Episoden har coverversioner af "Smile" af Lily Allen, "Jump" af Van Halen, "Smile" af Charlie Chaplin, og "When You're Smiling" af Louis Armstrong. Studieoptagelser af hver af sangene undtagen "When You're Smiling" blev udgivet som singler, til rådighed for digital download, og er også inkluderet på albummetGlee: The Music, Volume 2. Jenna Ushkowitz anså "Jump" som en af hendes yndlingssange på albummet, og forklarer, at det var sjovt at performe på madrasser og sammenlignede det med "Proud Mary", udført i episoden "Wheels", der udnyttede kørestole som rekvisitter.

Jessalyn Gilsig henviste til konfrontationen mellem Terri og Will i "Mattress" som "The Reckoning". Hun beskrev det som trist at optage det, da hun og Morrison har investeret så meget i historien, og forklarede: "Hvad jeg håber , er, at du ser barnet i Terri. Du ser frygten."
Gilsig kommenterede, at seerne havde ville vide, hvorfor Will var så længe om at opdage, at Terri ikke var gravid, og forklarer: "Jeg tror, at folk har spurgt 'hvor langsomt er denne fyr ?!". Men [i" Mattress"] afspejles det endeligt, at han er en fuldt udviklet menneske og sætter to og to sammen." Hun bemærkede, at mens Will og Emma "er yndige sammen", tror hun stadig på Terri og Will som et par:" Jeg tror, at hun virkelig elsker ham. Folk gør skøre ting på grund af dyb, dyb usikkerhed. Hun er tydeligvis fejlbehæftet, men jeg tror, hun har kærlighed i hendes hjerte." Mens fansenes reaktion på hendes karakter tidligere havde ført til en modreaktion, som Gilsig har fundet "hård", håbede hun, at "Madras" ville være den episode, hvor "anti-Terri fans sluttede sig til Team Terri".

## Modtagelse
"Mattress" blev set af 8.150.000 amerikanske seere, Glees serierekord på det tidspunkt. Det opnåede en bedømmelse på 3,6 ud af 10 i aldersgruppen 18-49, igen showets sæsonrekord dengang, og en bedømmelse på 4,3 ud af 12 i aldersgruppen 18-34. I Canada var det niende mest sete show i ugen, da 1,8 millioner seere så med. Episoden fik blandede anmeldelser fra kritikerne. Entertainment Weeklys Dan Snierson skrev, at med "Mattress" "føltes det ligesom at tage et skridt fremad efter sidste uges all-over-the-place hårkast", og kaldte det en "gribende" slutning for "en af Glees bedste". I modsætning hertil skriver Mike Hale fra New York Times, at med "Mattress", syntes Glee at være "tage en pause" forud for midtsæsonens finaleepisode "Sectionals". Liz Pardue fra Zap2it blev lettet over, at "Mattress" bragte den falske graviditetshistorie til ophør. Hun bemærkede dog, at hun stadig var utilfreds med episoden, da konklusionen på historien burde være kommet tidligere, og der var for få sange.
Bobby Hankinson fra Houston Chronicle kaldte episoden "temmelig god", og bemærke, at han "ikke var vild med nogen af sangene", men nød plottets udvikling, især konfrontationen mellem Terri og Will. Raymund Flandez fra Wall Street Journal var glad for at se den "komplicerede" falske graviditetshistorie endte, og kaldte udførelsen af "Jump" "livlig", og stuntsene "utrolig", selvom han skrev, at det var "den eneste mindeværdige sang i episoden". Gerrick Kennedy fra Los Angeles Times bemærkede, at i tidligere anmeldelser, havde han "aldrig været genert af [hans] foragt for Mrs. Schuester", men at hans had til Terri var "forsvundet", da løgnen var forbi, og roste konfrontationen mellem Will og Terri MTVs Aly Semigran roste begge skuespilllere, især "en ødelagt Matthew Morrison" for at have "naglet en skræmmende, trist, og livsændrende øjeblik" som det var. Hun anså "Jump" som både "dejlig" og "støste musikalske nummer i serien til dato".

## Eksterne links
- Mattress på Internet Movie Database (engelsk)
- "Mattress" Arkiveret 13. januar 2015 hos  Wayback Machine at TV.com